# Transidentité à Niue
La transidentité à Niue s’inscrit dans le cadre plus large des expressions de genre et de sexualité dans les sociétés polynésiennes. Niue, un petit État insulaire du Pacifique Sud en libre association avec la Nouvelle-Zélande, possède une culture façonnée par les traditions polynésiennes, le christianisme et les influences occidentales. Comme dans plusieurs sociétés du Pacifique, il existe à Niue des formes traditionnelles de diversité de genre, bien que leur reconnaissance contemporaine reste marginale et parfois stigmatisée.

## Contexte culturel

### Les fakafifine
Les fakafifine sont des personnes assignées hommes à la naissance mais qui adoptent des rôles de genre féminins dans la société niouéenne,. Historiquement intégrées aux structures familiales, elles jouaient un rôle social utile, notamment dans les tâches domestiques et cérémonielles. Leur identité de genre est propre au contexte culturel polynésien et ne correspond pas directement aux catégories occidentales comme « femme trans » ou « homosexuel »,,,, Phylesha Brown-Acton inventera même le terme MVPFAFF (mahu, vakasalewalewa, palopa, fa'afafine, akava'ine, fakaleiti et fakafifine), le correspondant du terme LGBT pour les diversités de genre du Pacifique,,,.
Cependant, l’influence du christianisme et des valeurs occidentales a entraîné une stigmatisation croissante, réduisant leur visibilité sur l’île. Dans la diaspora, notamment en Nouvelle-Zélande, certaines fakafifine trouvent davantage d’espace pour s’affirmer et militer. Elles incarnent une forme culturelle spécifique de diversité de genre, soulignant la richesse des systèmes de genre non occidentaux.

### Influence du christianisme
L’arrivée du christianisme à Niue au XIXe siècle, par l’intermédiaire de la London Missionary Society, a profondément transformé les normes sociales et culturelles de l’île. En imposant une vision binaire et rigide du genre fondée sur la Bible, les missionnaires ont marginalisé les identités traditionnelles comme les fakafifine, auparavant intégrées aux structures familiales et sociales. Par exemple, les expressions de genre précoloniales à Tahiti, une île polynésienne comme Niue, ont incité un missionnaire anglais à qualifier l'île de « sale Sodome des mers du Sud ».
Aujourd’hui, l’Église de Niue et d’autres courants chrétiens continuent d’exercer une forte influence, alimentant la stigmatisation des personnes transgenres et limitant leur visibilité. Dans ce contexte, beaucoup de fakafifine vivent leur identité dans la discrétion. Toutefois, dans la diaspora, certaines tentent de concilier foi chrétienne et affirmation de genre, et militent pour un dialogue inclusif entre spiritualité et diversité de genre.

## Reconnaissance légale et droits
À Niue, les personnes transgenres et fakafifine ne bénéficient d’aucune reconnaissance juridique officielle. Il n’existe aucune procédure permettant de modifier légalement le nom ou le genre sur les documents d’identité, contrairement à la Nouvelle-Zélande, avec laquelle Niue est en libre association. Bien que tous les Niouéens soient aussi citoyens néo-zélandais, les démarches pour une reconnaissance de genre via la Nouvelle-Zélande restent hors de portée pour beaucoup, en raison de barrières sociales, économiques ou géographiques,.
Le cadre juridique niouéen ne protège pas explicitement les personnes trans contre les discriminations. Il n’existe aucune législation sur l’égalité des droits liée à l’identité de genre, exposant ces individus à des injustices dans les domaines de l’emploi, de la santé, ou de l’accès aux services publics.
L’accès aux soins liés à la transition de genre est également très limité. Le système de santé local ne propose ni hormonothérapie, ni chirurgie, ni accompagnement psychologique spécialisé. Toute démarche de transition implique de se rendre à l’étranger, en particulier en Nouvelle-Zélande, ce qui constitue un obstacle majeur.
Face à ce vide juridique et institutionnel, certaines personnes trans et fakafifine d’origine niouéenne, installées en Nouvelle-Zélande, s’engagent dans des actions de militantisme au sein d’organisations LGBTQIA+ du Pacifique. Elles œuvrent pour la visibilité, la reconnaissance et la dignité de leurs identités, en espérant à terme faire évoluer les mentalités et les lois, tant dans la diaspora que sur l’île elle-même.

## Vie sociale et visibilité
À Niue, les personnes transgenres et fakafifine vivent une forme de tolérance discrète mais marginalisante. Historiquement, les fakafifine étaient acceptées dans des rôles sociaux précis, sans que leur identité soit pleinement reconnue. Aujourd’hui, leur visibilité reste très limitée, en raison de la petite taille de la population, du poids des traditions et de la forte influence religieuse.
Sur l’île, l’expression de genre non conforme est souvent confinée à la sphère privée, et les espaces de soutien ou de reconnaissance sont inexistants. Les réseaux sociaux et la diaspora jouent un rôle crucial pour créer des liens et donner une voix à ces identités, en particulier en Nouvelle-Zélande, où des communautés plus ouvertes permettent un engagement militant ou culturel.

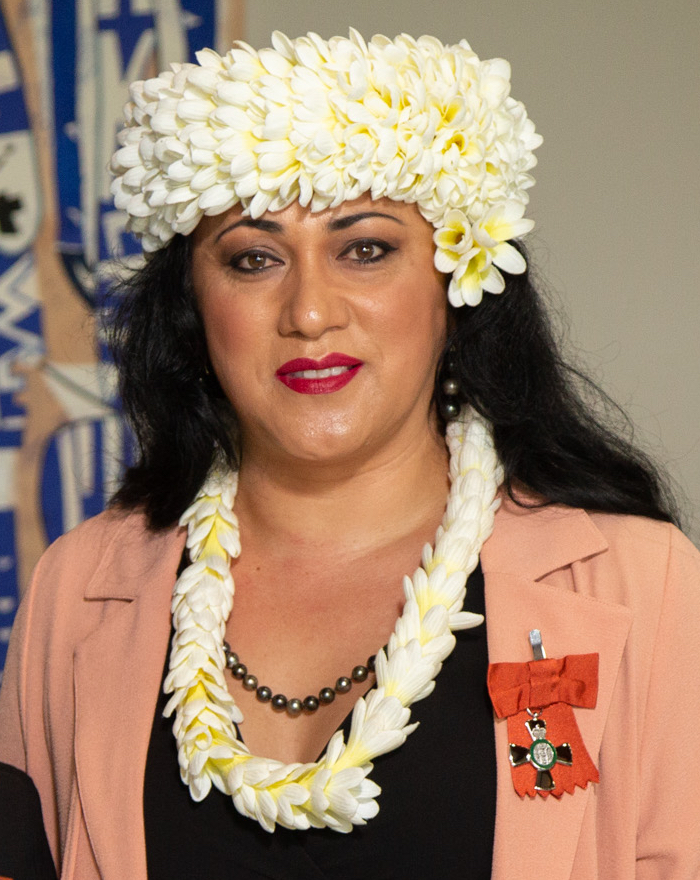
Phylesha Brown-Acton, fakafifine de Niue (elle a reçu l'Ordre du Mérite Néo-Zélandais pour son militantisme des droits LGBT dans les pays insulaires du Pacifique).

Enfin, l’absence de figures publiques (Phylesha Brown-Acton est l'une des seules figures publiques de l'île), de soutien institutionnel et de reconnaissance éducative renforce l’invisibilité des personnes trans à Niue, limitant leur inclusion sociale et leur épanouissement.

## Diaspora et militantisme
La diaspora niouéenne en Nouvelle-Zélande, bien plus nombreuse que la population vivant sur l’île, joue un rôle central dans la visibilité et la défense des personnes transgenres et fakafifine. Loin du conservatisme religieux de Niue, des personnes trans d’origine niouéenne trouvent en Nouvelle-Zélande des espaces d’expression, de soutien communautaire et de militantisme.
Elles s’engagent dans des organisations LGBTQIA+ pasifika, comme F’ine Pasifika Aotearoa ou Pacific Rainbow Network, qui articulent les luttes de genre avec celles de la culture, de la langue et de l’identité océanienne. Ce militantisme est souvent intersectionnel, mêlant droits LGBTQIA+, héritage culturel et reconnaissance autochtone,.
Cependant, l’impact direct de ces actions sur la société niouéenne reste limité. Le décalage culturel entre l’île et sa diaspora peut créer des tensions, même si les échanges transgénérationnels et les liens familiaux favorisent peu à peu une ouverture des mentalités, notamment dans les familles installées à l’étranger.

## Représentation dans les arts et la culture
La représentation des personnes transgenres et fakafifine niouéennes dans les arts est quasi absente à Niue même, où les expressions culturelles demeurent fortement traditionnelles et influencées par les normes chrétiennes. Cette invisibilité locale empêche toute reconnaissance culturelle formelle de leurs identités.
En revanche, dans la diaspora niouéenne en Nouvelle-Zélande, des artistes trans et fakafifine s’expriment de plus en plus à travers la danse, la performance, la poésie, les médias numériques ou les arts visuels. Ces formes d’expression croisent souvent identité de genre et culture océanienne, créant des œuvres hybrides qui réinventent les récits traditionnels sous un prisme queer.
Malgré un manque de visibilité médiatique globale, ces créations participent à une affirmation identitaire et culturelle importante. Soutenues par des initiatives artistiques LGBTQIA+ pasifika, elles pourraient, à terme, influencer les représentations et perceptions à Niue même,.